# Tomšič
Tomšič je 63. najbolj pogost priimek v Sloveniji, ki ga je po podatkih Statističnega urada Republike Slovenije na dan 31. decembra 2007 uporabljalo 1.623 oseb, na dan 1. januarja 2011  pa 1.603 osebe ter je med vsemi priimki po pogostosti uporabe zavzel 64. mesto.

## Znani nosilci priimka
- Agata Tomšič (*1986), gledališka ustvarjalka (Erosanteros), igralka in dramaturginja
- Aleksander Tomšič (1893—1992), gospodarski in prosvetni delavec
- Andreja Tomšič (*1978), košarkarica
- Anton Tomšič (1842—1871), pravnik, prvi slovenski poklicni časnikar
- Beatriz (Gabrijela) Tomšič Čerkez = Bea Tomšič Amon? (*1955), likovna pedagoginja/didaktičarka
- Bernard Tomšič (1811—1856), pisatelj, pesnik (frančiškan)
- Bojan Tomšič (*1945), elektroinženir, predavatelj
- Dubravka Tomšič Srebotnjak (*1940), pianistka
- Duška Tomšič Martelanc (*1955), gradbenica
- Elizabeta Tomšič, medicinska sestra
- Emanuel Tomšič (1824—1881), učitelj, pesnik, politik
- Erna Tomšič (1925—2007), arhitektka
- Franc Tomšič (1838—1917), gradbeni inženir
- France Tomšič (1905—1975), jezikoslovec, leksikograf
- France Tomšič (1937—2010), strojni inženir, politik in sindikalni voditelj
- Frane Tomšič (1924—2017), pisatelj in publicist
- Franjo Tomšič (1848—1908), železniški gradbenik
- Gabrijel Tomšič (1937—2016), matematik, univerzitetni profesor
- Ivan Tomšič (1838—1894), učitelj, pisatelj, prevajalec, skladatelj, šolnik
- Ivan Tomšič (1902—1976), mednarodni pravnik, univerzitetni profesor
- Jakob (Jack) Tomšič (1897—1994), pesnik, pisatelj v ZDA
- Jan Tomšič - Yanu (*1973), glasbenik multiinštrumentalist in improvi zator
- Janez Tomšič (1908—1988), pedagog, metodik
- Janez Tomšič (1909—1987), kontraadmiral JLA
- Janez Tomšič, član Slovenske ljudske stranke
- Jela Tomšič, pesnica (objavila 1 pesem v Novicah 1849)
- Jerneja Tomšič Caserta, molekularna biologinja (Kalifornija, ZDA)
- Jordan Tomšič, publicist, humorist, satirik
- Josip Tomšič, teolog v ZDA
- Jožef Tomšič (1699—1742), latinski pesnik
- Jožef Tomšič (1857—?), šolnik
- Ladislav Tomšič, elektroenergetik, zaslužni član CIGRE 2014
- Ljudevit Tomšič (1843—1902), slovensko-hrvaški književnik (šolnik in pisatelj)
- Marija Tomšič (1907—1986), pionirka zdravstvene nege na Doklenjskem
- Marjan Tomšič (1930—2009?), fizik, pedagog, šolski strokovnak za tehnično in prometno vzgojo
- Marjan Tomšič (1939—2023), pisatelj (učitelj, novinar) (drug = karikaturist?)
- Matevž Tomšič (*1969), sociolog in politični publicist
- Matija Tomšič (1783—1850), učitelj, ljudski pevec, organist
- Matija Tomšič, avstrijski vojak v prvi svetovni vojni, trikrat odlikovan za hrabrost
- Matija Tomšič (*1959), zdravnik revmatolog, prof. MF
- Matija Tomšič (*1976), fizikalni kemik
- Matilda Tomšič Sebenikar (1847—1933), pesnica in narodna delavka na Notranjskem
- Miha(el Gabrijel) Tomšič (1941—2019), strojnik, energetik, reaktorski tehnik, politik
- Miha Tomšič (*1962), gradbenik, strok. za energetsko prenovo stavb kulturne dediščine
- Mira Tomšič (Mira Svetina - Vlasta) (1915—2007), partizanka in narodna herojinja
- Natalin Tomšič (*1935), šahist
- Neja Tomšič (*1982), literatka, likovna in večmedijska umetnica
- Nika Tomšič (*2000), alpska smučarka
- Pavel Tomšič (1927—2015), zdravnik kirurg in publicist (na Švedskem)
- Peter Tomšič (*1961), gospodarstvenik in založnik
- Robert Tomšič, najuspešnejši slovenski poslovnež v ZDA
- Samo Tomšič (*1979), filozof
- Stanko Tomšič (1901—1945), odvetnik in publicist
- Štefan Tomšič (1853—1915), šolnik
- Tadej Tomšič (*1973) jazz-glasbenik (saksofonist, skladatelj, aranžer in dirigent)
- Tadeja Tomšič, prevajalka, vodja slovenskega prevajalskega oddelka v Evropskem parlamentu
- Tadeja Tomšič, gledališka režiserka in umetniška vodja KUD To je to!
- Tomaž Tomšič (*1972), rokometaš
- Tomo Tomšič (*1979), igralec
- Tone Tomšič (1910—1942), politični delavec in narodni heroj
- Vida Tomšič (1913—1998), revolucionarka, političarka, publicistka, narodna herojinja
- Zlatko Tomšič, naravoslovec v Argentini